# Morti nel 1430
| Questa pagina contiene informazioni ricavate automaticamente dalle voci biografiche con l'ausilio del template Bio e di un bot. L'aggiornamento è periodico e automatico e ricostruisce completamente la pagina. Se manca una persona in questa lista, sei pregato di non aggiungerla, ma accertati piuttosto che la sua voce biografica contenga il template Bio e che i dati anagrafici siano correttamente compilati. Se il template Bio manca, inseriscilo tu stesso o, in alternativa, metti l'avviso {{tmp\|Bio}} che ne segnala la mancanza. Se i dati riportati sono sbagliati, correggi direttamente la voce biografica; le modifiche saranno visibili in questa lista entro pochi giorni. Per chiarimenti vedi il progetto biografie. La lista contiene solo le 23 persone che sono citate nell'enciclopedia e per le quali è stato implementato correttamente il template Bio. Pagina aggiornata al 10 ago 2025. |

- 5 gennaio - Filippa di Lancaster, principessa inglese (n. 1394)
- 12 gennaio - Lucia da Valcaldara, religiosa italiana (n. 1370)
- 29 gennaio - Andrej Rublëv, pittore russo (n. 1360)
- 2 maggio - Giovanni Toscani, pittore italiano (n. 1372)
- 23 giugno - Luigi I di Bar, vescovo cattolico francese
- 4 agosto - Filippo di Brabante, conte (n. 1404)
- 9 ottobre - Jan Železný, cardinale e vescovo cattolico ceco
- 27 ottobre - Vitoldo, sovrano
- 13 dicembre - Laureta Fusconi, religiosa italiana
- Francesca Acciaiuoli, italiana
- Giorgio Adorno, doge (n. 1350)
- Ludovico Alidosi, nobile e condottiero italiano
- Dominique de Bonnefoy, cardinale spagnolo
- Daniil Čërnyj, pittore russo
- Alain Chartier, poeta e scrittore francese (n. 1395)
- Gherardo VI da Correggio, condottiero italiano
- Fatma Hundi Hatun, principessa ottomana (n. 1375)
- Niccolò Ciminello di Bazzano, scrittore italiano (n. 1350)
- Nicola di Clémanges, umanista, teologo e latinista francese (n. 1360)
- Tezozomoctli, re
- Yukhon, sovrano laotiano
- Al-Musta'in, califfo arabo (n. 1390)
- Manfredo da Barbiano, nobile e condottiero italiano